# ستان بينغهام
ستان بينغهام (بالإنجليزية: Stan Bingham)‏ هو سياسي أمريكي، ولد في 29 ديسمبر 1945 في وينستون-سالم في الولايات المتحدة. حزبياً، نشط في الحزب الجمهوري. وقد انتخب عضو مجلس ولاية كارولاينا الشمالية (2001 – 2017).